# Bejeweled
Bejeweled (також згадується як Bejeweled Deluxe у деяких випусках) — це відеогра -головоломка зі збігом плиток від PopCap Games, спочатку розроблена для браузерів у 2001 році. Перша гра, розроблена PopCap під їхньою нинішньою назвою, Bejeweled, включає в себе вишикування трьох або більше різнокольорових дорогоцінних каменів, щоб прибрати їх з ігрового поля, з можливістю ланцюгової реакції.
Спочатку гра Bejeweled починалася як веб-браузерна гра на Java під назвою Diamond Mine, а згодом була розвинена в роздрібну гру та вийшла для ПК 30 травня 2001 року під назвою Bejeweled Deluxe.
Гра розійшлася тиражем понад 10 мільйонів копій і була завантажена понад 150 мільйонів разів.  За грою було кілька сиквелів і спін-оффів, а в 2004 році після гри було пряме продовження.

## Ігровий процес
Основна мета Bejeweled полягає в тому, щоб спробувати поміняти місцями два суміжні дорогоцінні камені семи кольорів (червоного, помаранчевого, жовтого, зеленого, синього, фіолетового та білого), щоб створити лінію або ряд із трьох або більше дорогоцінних каменів, які зникають після того, як вишикуються. Розміщення більше чотирьох дорогоцінних каменів або виконання кількох матчів одночасно приносить бонусні бали. Коли дорогоцінні камені видаляються з дошки, дорогоцінні камені над ігровим полем падають униз, потенційно спричиняючи ланцюгову реакцію, яка присуджує більше очок гравцеві. Гравець може скористатися кнопкою «Підказка», щоб знайти збіг, але, якщо вона використовується, відніме очки та зменшить індикатор прогресу.
У Bejeweled є два режими гри, кожен з яких має різні правила.
Звичайний (Простий у веб-версії) режим гри передбачає спробу набрати якомога більше очок. Нарахування очок заповнює панель прогресу внизу екрана. Після повного заповнення гравець переходить на наступний рівень, де дошка скидається, а множник очок збільшується на 0,5. (На першому рівні збіг із трьох гравців приносить 10 балів, на другому – 15, на третьому – 20 тощо. ) Кількість очок, необхідних для досягнення наступного рівня, також збільшується по черзі. Коли ходи більше неможливі, гра закінчується.
Ігровий режим «Випробування на час» (на час у веб-версії) має подібні правила до звичайного режиму, з тією лише різницею, що індикатор прогресу зникає, коли гравець не робить жодних рухів. Індикатор прогресу починається наполовину на початку кожного рівня та зникає швидше на наступних рівнях. Коли панель спорожняється, гра закінчується. Якщо у гравця закінчуються ходи в цьому режимі, замість завершення гри з’являється нове ігрове поле. 

## Розвиток
Розробка Bejeweled почалася приблизно в 2000 році після ребрендингу Sexy Action Cool на PopCap Games, при цьому команда хотіла створити гру, яка була б «простою, веб-основою та створеною на Java».  Діамантова копальня переважно базувалася на грі «Кольори» ( Shariki ),  грі, яка передбачає зіставлення трьох або більше кольорових коробок, але не мала унікальних зображень, анімації чи звуку. Групі розробників не сподобалася презентація (оскільки гра була погано закодована та потребувала оновлення сторінки для кожного руху), але сподобався ігровий процес, що змусило їх відтворити гру з покращеною презентацією. Команда вирішила надати ігровим фігурам (які спочатку були квадратами) унікальний вигляд, щоб надати їм індивідуальності та зробити гру доступною для дальтоніків. Команда вирішила, які предмети використовуватимуть як ігрові фігури. Фрукти були розглянуті в один момент, але були відхилені, оскільки багато фруктів «виглядали занадто круглими». Також розглядалися дорогоцінні камені, але було відхилено через те, що не вдалося знайти цікаві варіації дорогоцінних каменів в Інтернеті. Команда вирішила використовувати прості геометричні фігури, але виявила, що вони нудні, доки дизайнер гри Джейсон Капалка не запропонував ідеї для ігрових фігур; деякі з них передбачали трансформацію геометричних форм, щоб надати їм «вигляду, схожого на дорогоцінні камені», що призвело до використання дорогоцінних каменів у кінцевому продукті.
Спочатку планувалося, що гра вийде без будь-яких тимчасових режимів, але була додана функція обмеження часу, щоб надати грі «відчуття аркади». Приблизно коли гра була майже завершена, у грі було додано рівень складності без обмеження за часом як початковий рівень за замовчуванням, який мав використовуватися як підручник.  Diamond Mine був розроблений на платформі Java і вийшов для веб-браузерів у листопаді 2000 року  Оригінальна назва гри, Diamond Mine, була названа на честь пісні канадського кантрі-рок-гурту Blue Rodeo та включала тему печерних копалень. Розробка на Diamond Mine тривала менше місяця. 
Пізніше PopCap розробив Diamond Mine у повну назву разом із Microsoft, що дозволило Microsoft Zone та іншим ігровим сайтам розміщувати Bejeweled, включаючи рекламні версії гри. Однак корпорація Майкрософт запропонувала змінити назву, оскільки назва звучала надто схоже на існуючу гру, Diamond Mines , і вимагала унікальної назви гри для свого веб-сайту. Microsoft запропонувала назву Bejeweled, каламбур до фільму Bedazzled, разом з іншими назвами. Спочатку дизайнерові ігор Джейсону Капалі не подобалася назва Bejeweled з усіх запропонованих імен, але зрештою команда вибрала назву Bejeweled . Розробка Bejeweled Deluxe тривала близько трьох місяців. Джейсон Капалка озвучив диктора в грі.  Саундтрек до Bejeweled Deluxe написав Пітер Хаджба.

## Звільнення
Оригінальний випуск Bejeweled, Diamond Mine, вийшов для браузерів у листопаді 2000 року. Роздрібна версія гри Bejeweled Deluxe містила попередньо відрендерені 3D-спрайти, музику в грі, функцію збереження тощо. Спочатку він вийшов для Microsoft Windows 30 травня 2001 року.  Порт для Mac OS X був розроблений і опублікований MacPlay і вийшов 28 червня 2002 року. 

### Порти та перевипуски
Після випуску Bejeweled Deluxe гру було перенесено на кілька різних платформ. Порти для КПК BlackBerry, Palm OS і Windows Mobile були розроблені Astraware і вийшли в 2001 році. Версія для Xbox була розроблена Oberon Media і вийшла як завантажувана гра Xbox Live Arcade . Версія веб-додатку гри для iOS Safari вийшла 11 жовтня 2007 року  Версію гри , що підключається, розробили PopCap і HotGen і опублікували Jakks Pacific у 2008 році. Версія для iPod Clickwheel була розроблена Astraware і вийшла 12 вересня 2006 року 
Версія гри для мобільних телефонів із підтримкою Java була опублікована Electronic Arts у 2008 році 
Версії гри для iPod, Java і plug-and-play містять графіку та звук Bejeweled 2 замість оригінальної графіки та звуку гри.

## Спадщина
Успіх гри призвів до створення кількох сиквелів і допоміжних програм, з Bejeweled 2, сиквелом гри, який вийшов у 2004 році. Інші сиквели включають Bejeweled 3, Bejeweled Twist, Bejeweled Blitz, Bejeweled Stars тощо.
У 2020 році Bejeweled було включено до Всесвітньої зали слави відеоігор. 